# کانابینوئید

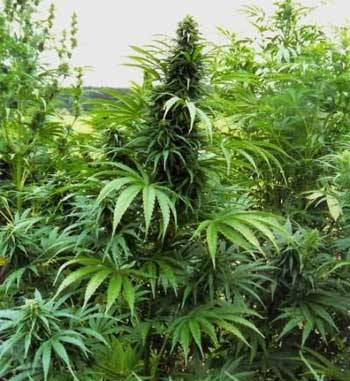
گیاه شاهدانه ایندیکا

کانابینوئیدها (انگلیسی: Cannabinoid) چندین دسته ساختاری از ترکیبات هستند که عمدتاً در گیاه شاهدانه و بیشتر ارگانیسم‌های جانوری یافت می‌شوند (اگرچه حشرات بدون چنین گیرنده‌هایی هستند). مهم‌ترین کانابینوئید، فیتوکانابینوئید تتراهیدروکانابینول (THC) ترکیب مسموم کننده اولیه در حشیش است. کانابیدیول (CBD) یکی از اجزای اصلی گیاهان شاهدانه است.
کانابینوئیدهای مصنوعی انواع مختلفی از کلاس‌های شیمیایی را در بر می‌گیرند. در ایران به کانابیس مصنوعی کمیکال گفته میشود.انواعی از اینها که از نظر ساختاری مشابه THC هستند، کانابینوئیدهای کلاسیک نامیده می‌شوند. کانابینوئیدهای غیرکلاسیک (کانابیمیمتیک‌ها) شامل کلاس ۱٬۵-دی آریل پیرازول، آمینوآلکیلندول‌ها، کینولین‌ها، آریل سولفونامیدها و ایکوزانوئیدهای مربوط به اندوکانابینوئیدها هستند.

## گیرنده‌های کانابینوئید
پیش از دهه ۱۹۸۰ میلادی، تصور می‌شد که کانابینوئیدها اثرات فیزیولوژیکی و رفتاری خود را از طریق برهم‌کنش‌های غیر اختصاصی با غشاهای سلولی به جای برهم‌کنش با گیرنده‌های خاص متصل به غشا ایجاد می‌کنند. کشف نخستین گیرنده‌های کانابینوئید در دهه ۱۹۸۰ این ایده را تغییر داد.
این گیرنده‌ها در جانوران رایج هستند و در پستانداران، پرندگان، ماهی‌ها و خزندگان یافت می‌شوند. امروزه دو نوع گیرنده کانابینوئیدی به نام‌های CB1 و CB2 وجود دارد. همچنین شواهدی مبنی بر وجود انواع بیشتری از گیرنده‌ها وجود دارد.